# Полоусно възвишение
Полоу̀сното възвишение или Полоусни кряж (на руски: Полоусный кряж) е възвишение разположено в североизточната част на Якутия, Русия.
Простира се на протежение около 175 km от изворите на река Хрома на запад до долината на река Индигирка на изток. Отделя източната част на Яно-Индигирската низина на север от западната част на Колимската низина на юг. Максимална височина връх Орта-Емнеке 1139 m (69°34′09″ с. ш. 141°11′49″ и. д. / 69.569167° с. ш. 141.196944° и. д.), разположен в крайната му западна част. Състои се от отделни нископланински масиви. От него водят началото си реките Хрома (влива се в Източносибирско море), Бьорьольох и Аллаиха (леви притоци на Индигирка) и Хатинах (ляв приток на Уяндина). Ниските части на склоновете му са заети от редки лиственични гори, а нагоре следва планинска тундра.